# Gyranthera
Gyranthera  es un género de plantas con flores  con dos especies perteneciente a la familia Malvaceae. Es originario de Sudamérica. El género fue descrito por Henri François Pittier y publicado en Repertorium Specierum Novarum Regni Vegetabilis  13: 318-319, en el año 1914. La especie tipo es Gyranthera darienensis Pittier.

## Especies
- Gyranthera caribensis
- Gyranthera darienensis